# Sušené květiny
Sušené květiny jsou květiny, které jsou upraveny pro další použití sušením. Při použití pro účely aranžování jsou používány kromě běžného sušení ve větraných prostorách i vysoušení teplým vzduchem, vysoušení mrazem, vysoušení chemickými látkami a uchovávání pomocí glycerolu.

## Často používané květiny
Často jsou pro účely společného oranžování květin používány například tyto sušené květiny, nebo jejich části:
- laskavec ocasatý (Amaranthus caudatus)
- Amobium alatum
- Carthamus tonctorinus
- Celosia argentea
- Cirsinum eriophorum
- Consolida ajacis
- Dipsacus sativus
- Graspelia globosa
- Gnaphalium lanatum
- Gomphrena haageata
- Helichrysum bracteatum
- Helipterum roseum
- Limonium sinuatum
- Limonium suvorowii
- Limonium tataricum
- Lonas annua
- Lunaria annua
- Mollucella laevis
- Gypsophyla paniculata

Se sušenými květinami se dále pracuje různými způsoby, které mají za cíl upevnit rostlinný materiál na žádaném místě.